# Araneus repetecus
Araneus repetecus är en spindelart som beskrevs av Bakhvalov 1978. Araneus repetecus ingår i släktet Araneus och familjen hjulspindlar.
Artens utbredningsområde är Turkmenistan. Inga underarter finns listade i Catalogue of Life.